# Guildhall (Vermont)
Guildhall è un comune degli Stati Uniti d'America, situato nello Stato del Vermont e in particolare nella contea di Essex, della quale è il capoluogo.